# Монтедивали-Кјеза (Маса-Карара)
Монтедивали-Кјеза је насеље у Италији у округу Маса-Карара, региону Тоскана.
Према процени из 2011. у насељу је живело 53 становника. Насеље се налази на надморској висини од 313 м.